# Tanoue Yutaka
Yutaka Tanoue (田上裕 Tanoue Yutaka, sinh ngày 12 tháng 1 năm 1986 ở Kagoshima) là một cầu thủ bóng đá người Nhật Bản thi đấu cho Kagoshima United FC.

## Thống kê câu lạc bộ
Cập nhật đến ngày 23 tháng 2 năm 2018.
| Thành tích câu lạc bộ | Thành tích câu lạc bộ | Thành tích câu lạc bộ | Giải vô địch | Giải vô địch | Cúp                   | Cúp                   | Tổng cộng | Tổng cộng |
| Mùa giải              | Câu lạc bộ            | Giải vô địch          | Số trận      | Bàn thắng    | Số trận               | Bàn thắng             | Số trận   | Bàn thắng |
| Nhật Bản              | Nhật Bản              | Nhật Bản              | Giải vô địch | Giải vô địch | Cúp Hoàng đế Nhật Bản | Cúp Hoàng đế Nhật Bản | Tổng cộng | Tổng cộng |
| --------------------- | --------------------- | --------------------- | ------------ | ------------ | --------------------- | --------------------- | --------- | --------- |
| 2008                  | FC Kariya             | JFL                   | 27           | 1            | –                     | –                     | 27        | 1         |
| 2009                  | FC Ryūkyū             | JFL                   | 20           | 1            | –                     | –                     | 20        | 1         |
| 2010                  | FC Kagoshima          | KFA                   |              |              | –                     | –                     |           |           |
| 2011                  | FC Kagoshima          | JRL (Kyushu)          | 17           | 12           | 2                     | 1                     | 19        | 13        |
| 2012                  | FC Kagoshima          | JRL (Kyushu)          | 17           | 5            | –                     | –                     | 17        | 5         |
| 2013                  | FC Kagoshima          | JRL (Kyushu)          | 17           | 9            | –                     | –                     | 17        | 9         |
| 2014                  | Kagoshima United FC   | JFL                   | 20           | 0            | 2                     | 0                     | 22        | 0         |
| 2015                  | Kagoshima United FC   | JFL                   | 20           | 2            | 1                     | 0                     | 21        | 2         |
| 2016                  | Kagoshima United FC   | J3 League             | 25           | 0            | 1                     | 0                     | 26        | 0         |
| 2017                  | Kagoshima United FC   | J3 League             | 10           | 0            | 0                     | 0                     | 10        | 0         |
| Tổng cộng sự nghiệp   | Tổng cộng sự nghiệp   | Tổng cộng sự nghiệp   | 173          | 30           | 6                     | 1                     | 179       | 31        |